# Jordi Muñoz
Jordi Muñoz Baixas (Las Palmas de Gran Canaria, España, 19 de agosto de 1976) es un exjugador español de pádel y tenis profesional. En el tenis no pudo destacar más allá de los torneos Future. Pese a una introducción tardía al mundo del pádel a los 29 años junto al también canario Aday Santana, destacó rápidamente en el pádel profesional formando parte de las selecciones españolas campeonas del Campeonato Mundial de Pádel por equipos en 2008 y 2010 y finalista en 2014.
Destacaba por su juego exquisito con mucha calidad en el lado derecho de la pista. Además de Santana, su pareja más icónica, jugó junto a varios grandes del pádel como Maxi Sánchez, Paquito Navarro, Juan Lebrón, Fernando Poggi, entre otros. Alcanzó una final del Padel Pro Tour en 2012 y desde el 2006 al 2014, nunca bajó de cuartos de final en el Campeonato Mundial de Pádel por parejas. Anunció su retiro de la actividad profesional en 2022.

## Palmarés

### Padel Pro Tour

#### Finalista
| N.º | Fecha                | Torneo  | Pareja       | Oponentes               | Resultado |
| 1.  | 7 de octubre de 2012 | Sevilla | Maxi Sánchez | Pablo Lima Juani Mieres | 3-6 3-6   |